# Fun Factory (företag)
Fun Factory är ett tyskt företag som tillverkar sexleksaker. De är specialiserade på silikondildos, vibratorer och Ben Wa-kulor. Företaget grundades 1996 och har sin sätesort i Bremen. All produktion sker i Tyskland. Företaget hade en inkomst på 13,5 miljoner euro 2006. Företaget har ett dotterbolag i USA.